# Liste des seigneurs de Châteaubriant
Pour les articles homonymes, voir Chateaubriant.
La liste des seigneurs de Châteaubriant, ville située au nord du département de la Loire-Atlantique en région Pays de la Loire, jusqu'en 1789 dans la province de Bretagne, issue du duché de Bretagne (937-1532), est documentée nominativement à partir du milieu du XIe siècle. 
La seigneurie de Châteaubriant, fief du comté de Rennes, devient très vite une baronnie de la baillie de Rennes.
Cette seigneurie, puis baronnie, est tenue successivement par les maisons nobles de :
- Châteaubriant
- Dinan (branche de Montafilant)
- Laval
- Montmorency (par don, en 1543, de Jean de Laval-Châteaubriant à Anne de Montmorency)
- Bourbon-Condé (par le mariage de Charlotte Marguerite de Montmorency avec Henri II de Bourbon-Condé)

## Débuts de l'histoire de Châteaubriant

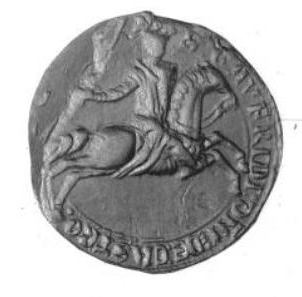
Sceau de Geoffroy IV de Châteaubriant († 1233)

L'histoire de Châteaubriant commence au début du XIe siècle, vers 1015, quand un certain Brient, fils de dame Innoguent et envoyé du comte de Rennes Conan II, édifie une forteresse sur une motte au bord de la Chère. La construction du château concrétise les ambitions du comte de Rennes face aux comtes de Nantes et d'Anjou. Erigée sur les terres de l'Eglise, la forteresse se soustrait à la fortune foncière de l'évêque de Nantes et son possesseur, Brient, peut aussi compter sur un réseaux de vassaux établis à Erblay, Soudan et Issé. D'autre part, la forteresse devient un verrou stratégique dans la défense du duché de Bretagne face aux comtes d'Anjou et beaucoup plus tard, face à l'expansion du roi de France à l'époque de la guerre de Cent Ans et encore plus après la guerre de Cent Ans. 
Une cité se développe autour du château, appelée Châteaubriant. Brient fonde aussi le prieuré Saint-Sauveur de Béré, l'église Saint-Jean de Béré.

## Liste des seigneurs de Châteaubriant

Anciennes armes de la Maison de Châteaubriant.

- Briant Ier de Châteaubriant ( † avant le 9 février 1063), seigneur de Châteaubriant, fils de Teuharius de Châteaubriant et de Innoguent ( † entre 1064 et 1066) (fille de Hamon Ier d'Alet ( † vers 1030), vicomte d'Alet),

- Geoffroy Ier de Châteaubriant, dit Le Vieux (Gauzfred) ( † avant 1066), seigneur de Châteaubriant, princeps, il prend part à la Première croisade, sans postérité, fils du précédent. Cela semble impossible en raison de la date de sa mort car la première croisade s'est déroulée de 1096 à 1099.

- Tehel de Châteaubriant ( † avant 1084), seigneur de Châteaubriant, frère du précédent,

- Geoffroy de Châteaubriant, dit Le Bâtard, seigneur de Châteaubriant, demi-frère du précédent,

- Briand II, dit le Vieux ( † 1116), seigneur de Châteaubriant, fils du précédent,

- Geoffroy II de Châteaubriant ( † 9 septembre 1150), seigneur de Châteaubriant[3],
marié à Consobrina.

## Liste des barons de Châteaubriant

### Famille de Châteaubriant
- Geoffroy III de Châteaubriant ( † vers 1206), baron de Châteaubriant[4], ayant participé à l'Assise au Comte Geoffroy en 1185, Châteaubriant est élevée au rang d'ancienne Baronnie de Bretagne, fils du précédent, épouse baronne Béatrice de Candé du Petit-Montrevault de la Baronnie de Candé.

- Geoffroy IV de Châteaubriant ( † 22 mars 1233), baron de Châteaubriant[4], baron de Candé et sénéchal de La Mée, seigneur de Candé La Mée, fils du précédent.

Armes de la Maison de Châteaubriant après 1250, par concession de Saint Louis.

- Geoffroy V de Châteaubriant (1216 † 16 mars 1263), baron de Châteaubriant, baron de Candé, seigneur de Vioreau, chevalier croisé avec Saint Louis, inhumé au Monastère de Béré, fils du précédent,

Il s'agirait du Chotard de Châteaubriant, décrit par Joinville, qui, lors de la Bataille de Mansourah (1250), sauve Louis IX d’un dard et répand son sang sur les armes du monarque. Pour le remercier, le Roi l'autorise à transformer les pommes de pin (ou plumes de paon) de ses armes en fleurs de lys . Les barons de Châteaubriant adoptèrent alors cette magnifique devise : "Notre sang teint les bannières de France". En réalité, cette tradition n'est absolument pas fondée.
- Sibille de Châteaubriant (fille de Geoffroy IV), baronne de Candé, dame de la seigneurie de Challain, du Lion-d'Angers et de Chanzeaux; elle femme de Maurice de Belleville.

- Geoffroy VI de Châteaubriant (1237 † 7 novembre 1284), baron de Châteaubriant, seigneur de Candé, de Vioreau, de Challain, du Lion-d'Angers et de Chanzeaux, fils du précédent,

- Geoffroy VII de Châteaubriant (1257 † 27 mars 1301), baron de Châteaubriant, châtelain du Désert, seigneur de Candé, de Vioreau, de Challain, du Lion-d'Angers et de Chanzeaux, fils du précédent,

- Geoffroy VIII de Châteaubriant ( † 1328), baron de Châteaubriant, seigneur de Vioreau, de Candé, de Challain et des Huguetières, fils du précédent, et frère de Thomasse de Châteaubriant évoquée ci-après,

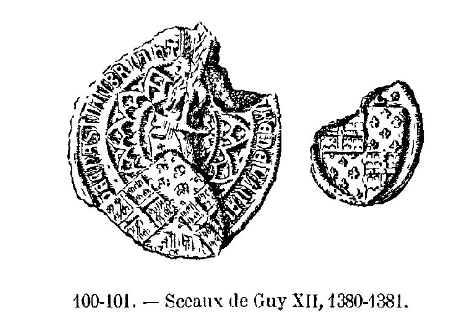
Sceau de Guy XII de Laval

Lors du rôle d'armes du second traité de Guérande (1381), Guy XII écartèle ses armes avec celles de sa femme. En fait ce rôle d'armes est un faux, mais le blasonnement des armes de Guy XII sont correct.

- Geoffroy IX de Châteaubriant (1314 † 18 juin 1347 - Bataille de La Roche-Derrien), baron de Châteaubriant, seigneur de Vioreau et de Belleville-sur-Vie, de Candé, châtelain du Désert, fils du précédent,

- Louise de Châteaubriant ( † 1383), baronne héritière de Châteaubriant, dame héritière de Vioreau, châtelaine héritière du Désert, sœur du précédent,
mariée en 1348 à Guy XII ( † 21 avril 1412), seigneur de Laval, baron de Vitré, vicomte de Rennes, seigneur de Gavre et d'Acquigny, châtelain du Désert, de Candé, sans postérité,

En 1383 Charles de Dinan hérite de la seigneurie de Châteaubriant du chef de sa grand-mère Thomasse de Châteaubriant épouse de Rolland III de Dinan Montafilant

### Maison de Dinan (branche de Montafilant

Armes de Charles de Dinan, puis de son fils Bertrand : Ecartelé : 1 et 4, de gueules, à la fasce de quatre fusées d'hermine, accompagnée de six tourteaux du même (3 et 3) (Dinan) ; 2 et 3, de gueules, semé de fleurs de lys d'or (Chateaubriant).

- Charles de Dinan ( † 19 septembre 1418), seigneur de Châteaubriant et de Montafilant (à Corseul), châtelain du Désert (à Domalain et Visseiche) et seigneur de Vioreau,

- Roland V ( † 1419, inhumé en l'abbaye de Beaulieu), seigneur de Montafilant, de Moncontour, de Châteaubriant, de Vioreau, châtelain du Désert, fils du précédent, sans postérité,

- Robert de Dinan ( † 1429), chevalier banneret, seigneur de Moncontour, de Montafilant, seigneur de Châteaubriant, de Vioreau, châtelain du Désert, frère du précédent, sans postérité,

- Bertrand de Dinan ( † 21 mai 1444), chevalier banneret, seigneur de Châteaubriant, de Vioreau, de Beaumanoir, et de Montafilant, du Bodister et des Huguetières, châtelain du Désert, maréchal de Bretagne, chambellan du duc de Bretagne, frère du précédent, sans postérité,

- Françoise de Dinan (20 novembre 1436 - Manoir de la Roche-Suhart en Trémuson † 4 janvier 1500 - Châteaubriant, inhumée au Couvent des Dominicains à Nantes)), nièce du précédent Dame de Chateaubriant, de Beaumanoir, du Guildo, de Montafilant, de Candé, de Vioreau, des Huguetières, du Bodister et de La Hardouinaye, gouvernante de Anne de Bretagne,
mariée (convoitée et enlevée) en 1444 à Gilles de Bretagne (1420 † 1450), seigneur de Chantocé, frère des ducs de Bretagne François Ier (1414 † 1450) et Pierre II (1418 † 1457) (mariage sans postérité), puis,
fiancée en 1450 à Guy XV de Laval, puis,
mariée en février 1451 (Vitré) à Guy XIV de Laval, père du précédent,
mariée clandestinement en 1494 avec Jean de Proisy, noble de Picardie.

Guy XIV n'a pas de droit sur la gestion de la baronnie, leur fils François, par contre, en hérite.
De ce mariage naquirent, Pierre, seigneur de Montafilant, François de Laval, Baron de Chateaubriant (1464 † 15 janvier 1503) et Jacques, seigneur de Beaumanoir, († le 23 avril 1502),
- mariée clandestinement en 1494 avec Jean de Proisy, noble de Picardie.

En mai 1451, Châteaubriant fut consacrée comme une des " neuf anciennes baronnies de Bretagne " créées par le duc Pierre II de Bretagne.

### Maison de Montfort-Laval, branche de Châteaubriant
- Guy XIV de Laval (28 janvier 1406 - 2 septembre 1486), comte de Laval, baron de Vitré et de La Roche-Bernard, seigneur de Gavere, d'Acquigny, de Tinténiac, de Montfort et Gaël, de Bécherel, etc.
marié en février 1451 (Vitré) à Françoise de Dinan (20 novembre 1436 - Manoir de la Roche-Suhart en Trémuson † 4 janvier 1500 - Châteaubriant, inhumée au Couvent des Dominicains à Nantes)), Dame de Chateaubriant, de Beaumanoir, du Guildo, de Montafilant, de Candé, de Vioreau, des Huguetières, du Bodister et de La Hardouinaye, gouvernante de Anne de Bretagne, dont :
Pierre ( † 1475 - Nantes), seigneur de Montafilant, sans postérité,
François, baron de Châteaubriant et de Derval, puis de Montafilant,
Jacques, seigneur de Beaumanoir,

- Jacques de Laval-Châteaubriant ( † 23 avril 1502), seigneur de Beaumanoir,
enfant :
François ( † 1522), sans postérité,

- François de Laval-Châteaubriant (octobre 1464 - Châteaubriant † 15 janvier 1503 - Amboise), baron de Châteaubriant et de Derval, puis de Montafilant, seigneur de Vioreau, de Beaumanoir, de Merdrignac, de Candé, et de La Hardouinaye, châtelain du Désert, chevalier de l'ordre du roi,
marié le 31 août 1482 à Françoise ( † 15 octobre 1532), dame de Malestroit, de Largouët, de Derval, de Rougé, et de Châteaugiron, fille de Jean IV, 18e seigneur de Rieux, baron de Malestroit et d'Ancenis, seigneur de Cranhac, de Rochefort, comte d'Aumale, comte d'Harcourt (en Normandie), vicomte de Donges, seigneur de Couëron, de Largoët, de Châteaugiron, de Derval, de La Bellière et 13e seigneur de Rougé, maréchal de Bretagne, Lieutenant-général du roi en Bretagne, dont :
Jean (janvier 1486 † 11 février 1543), Baron de Châteaubriant, de Malestroit, et de Derval, seigneur de Rougé, de Châteaugiron, de Teillay, de Jans, de Guémené-Penfao, de Nozay, de Beauregard[Lequel ?], de Martigné-Ferchaud, de Candé, châtelain du Désert, chevalier de l'ordre du roi, gouverneur et lieutenant-général du roi en Bretagne, amiral de Bretagne,
marié en 1509 à Françoise de Foix ( † 16 octobre 1537), l’une des favorites de François Ier, dont :
Un unique enfant, une fille prénommée Anne, naît en 1508 et meurt à l’âge de 13 ans,

Pierre (1er février 1489 † 8 novembre 1521), seigneur de Montafilan et de Sion, épouse Françoise Tournemine, dame de la Hunaudaye Saffré et Sion notaire Royal à Jaujac (Ardèche)
- Marguerite de Laval 1520/1600 https://gw.geneanet.org/bastide_f?lang=fr&n=de+laval&oc=0&p=marguerite [archive] épouse Pierre d'Abrigeon seigneur de Laval des Chapuys Fait baron de Jagonas par mariage
Un des fils de Pierre d'Abrigeon sera fait Marquis de Mézilhiac par François II de Coligny son cousin à titre posthume
Ce fils d'Abrigeon Gaspard seigneur de Chambonnas Marquis de Mézilhiac donna le titre à son neveu nommé aussi Gaspard qui celui ci cédera le titre de Marquis ensuite à son tuteur et oncle Jehan d'Abrigeon dit le jeune seigneur de la Chaze, de la Bastide et de Mortesagne Lieutenant de Prévost écuyer
Claude de Laval+1589https://gw.geneanet.org/bastide_f?lang=fr&pz=michel+joseph+marie&nz=bastide&p=pierre&n=de+laval [archive]
Nicolas de Laval +1581https://gw.geneanet.org/bastide_f?lang=fr&pz=michel+joseph+marie&nz=bastide&p=pierre&n=de+laval [archive

### Maison de Montmorency
En avril 1554 le connétable de Montmorency obtint du roi l'union de la seigneurie de Derval à la baronnie de Châteaubriant. Dès lors, il n'y eut plus de baron de Derval, mais la terre seigneuriale de ce nom demeura la propriété des ducs de Montmorency, puis des princes de Condé, successivement barons de Châteaubriant.
En 1560, trois châtellenies voisines se trouvaient annexées à la baronnie de Derval : Guémené, Jans et Anguignac. Elles relevaient alors du roi et du Présidial de Nantes, et s'étendait en treize paroisses : Derval, Saint-Aubin-des-Châteaux, Saint-Vincent-des-Landes, Jans, Treffieux, Abbaretz, Conquereuil, Guémené, Avessac, Lusanger, Louisfert, Besné et Saint-Nicolas-de-Redon. Une quatrième petite châtellenie, celle de Beauregard[Lequel ?], faisait aussi partie de la baronnie de Derval, mais elle relevait de la Roche-en-Nort.
- Anne de Montmorency (1492 † 1567), duc de Montmorency, comte de Dammartin, Baron de Châteaubriant et Baron de Derval (jusqu'en 1554), duc et pair de France, maréchal puis Grand maître de France et connétable.

- François de Montmorency (1530 † 1579), fils du précédent, "premier baron de France", duc de Montmorency, comte de Dammartin, comte de Beaumont-sur-Oise, vicomte de Melun, vicomte de Montreuil, baron de Preaux, seigneur de Feuillarde, de Château-Baffot, de Tavernay, d'Espinay, de Saint-Brice, de Groley, de Damville, de Bonneval, de Bernaval, de Chaumont-en-Vexin, de Saint-Leu, de Chantilly, de Conflans-Sainte-Honorine, de Montjoy et, de Meru, de Nogent, de Mello, de Vigny, de Maintehay, de Macy, de Villiers-Le-Bel, d'Ossemont, de Compiègne, de Valmondois et de L'Isle-Adam, Baron de Châteaubriant, duc et pair de France, maréchal, Grand maître de France, mort sans postérité.

- Henri Ier de Montmorency (1534 † 1614), frère du précédent, "premier baron de France". Seigneur de Damville à sa naissance, il devient à la mort de son frère duc de Montmorency, comte de Dammartin, et d'Alais, Baron de Châteaubriant, seigneur de Chantilly et d'Écouen et gouverneur du Languedoc à partir de 1563, maréchal de France en 1567, connétable.

- Henri II de Montmorency (né en 1595, fils du précédent, exécuté à Toulouse le 30 octobre 1632), fils d’Henri Ier de Montmorency, filleul du roi de France Henri IV, il fut amiral de France à 17 ans, vice-roi de la Nouvelle-France et gouverneur du Languedoc.

Il participa aux guerres contre les protestants, et battit la flotte de Soubise devant La Rochelle en 1625. Maréchal de France en 1630, il intrigua avec Gaston d'Orléans, frère du roi, contre le cardinal de Richelieu. Condamné à mort pour crime de lèse-majesté, il fut exécuté à Toulouse le 30 octobre 1632. Ses biens confisqués passèrent à la maison de Condé.

### Maison de Condé

Armes de la maison de Condé à partir de 1588.

Le roi Louis XIII qui avait confisqué la baronnie de Châteaubriant ne tarda pas à en faire don à Henri II, prince de Condé, qui avait épousé en 1609 Charlotte Marguerite de Montmorency, sœur de Henri II de Montmorency.
- Henri II de Bourbon-Condé (1588 - Saint-Jean-d'Angély en 1588 † 1646 - Paris), IIIe prince de Condé, gouverneur de Bourgogne, gouverneur du Berry, duc de Montmorency, duc d'Albret, duc d'Enghien, et de Bellegarde, premier prince du sang, comte de Sancerre, Baron de Châteaubriant, Pair de France, grand veneur et grand louvetier de France,

Dès 1634, le prince de Condé fit aveu au roi pour Châteaubriant).
- Louis II de Bourbon-Condé (8 septembre 1621 - Paris † 11 décembre 1686 - Fontainebleau), dit le Grand Condé, Prince de Condé, duc de Bourbon, duc d'Enghien, duc de Montmorency, duc de Châteauroux, duc de Bellegarde, duc de Fronsac, gouverneur du Berry, comte de Sancerre, comte de Charolais, Baron de Châteaubriant, Pair de France, premier prince du sang, Général français pendant la guerre de Trente Ans, fils des précédent,

Le Grand Condé rendit aveu au roi en 1680 pour sa baronnie de Châteaubriant.
- Henri III Jules de Bourbon-Condé (29 juillet 1643 - Paris † 1er avril 1709 - Paris), prince de Condé, Premier prince du sang, duc de Châteauroux, duc de Montmorency, duc d'Enghien et duc de Guise, Pair de France, marquis de Graville, comte de Sancerre, comte de Charolais, Baron de Châteaubriant,

- Louis III de Bourbon-Condé (18 octobre 1668 - Hôtel de Condé, Paris † 4 mai 1710 - Versailles), duc de Bourbon, duc de Montmorency (1668-1689) puis duc d'Enghien (1689-1709), puis 6e prince de Condé, comte de Sancerre, comte de Charolais, Baron de Châteaubriant, chevalier de l'ordre du Saint-Esprit, colonel au Régiment Bourbon-Infanterie, maréchal de camp, lieutenant général, fils du précédent,

- Louis IV Henri de Bourbon-Condé (18 août 1692 - Versailles † 27 janvier 1740 - Chantilly), Duc de Bourbon, 7e Prince de Condé (1710), duc de Bourbon, duc d'Enghien et Duc de Guise, Pair de France, duc de Bellegarde et comte de Sancerre, Baron de Châteaubriant,

- Louis V Joseph de Bourbon-Condé (9 août 1736 Paris † Chantilly 13 mai 1818)), 8e prince de Condé (1740), prince du sang, Grand maître de France, lieutenant général des armées, Colonel général de l'infanterie, Baron de Châteaubriant,